# 彭措南杰
彭措南杰（藏語：ཀར་མ་ཕུན་ཚོགས་རྣམ་རྒྱལ་，威利转写：Kar-ma Phun-tshogs Rnam-rgyal；1586年—1621年），17世纪上半叶统治西藏地区的藏巴汗政权的创始者，藏族，称藏巴汗噶玛彭措南杰。
辛厦巴尺丹多吉之后，他的父亲图多南杰在噶玛派和青海却图汗支持下，控制日喀则地区，称第巴藏巴。父亲死后，彭措南杰继位。1610年他占领山南地区雅郊巴。1612年攻占阿里、拉推，控制后藏。1612年征服彭波、柳吾宗，统治前藏大部分地区。打击格鲁派，禁止四世达赖转世，1618年打击色拉寺和哲蚌寺，击败支持格鲁派的喀尔喀蒙古军队。接受第十世噶瑪巴·確映多傑印信。不久得天花病死，儿子丹迥旺波即位。